# 怪人二十面相 (1977年のテレビドラマ)
『怪人二十面相』（かいじんにじゅうめんそう）は、1977年1月7日から同年7月8日までフジテレビで放送されていたテレビドラマである。大映テレビとフジテレビの共同製作。全25話（全26回）。放送時間は毎週金曜 19:00 - 19:30 （日本標準時）。
同年4月1日には同時間帯で『ビューティペア！怪人二十面相と世紀の対決!!』が放送されたが、これはフジテレビが独自に制作した特別番組であり、この特番を除いた全25話が地方局などで再放送されている。

## 概要
海外で暴れていた怪人二十面相が3年ぶりに帰国。宿敵の明智小五郎は学習塾を経営しており、塾の生徒たちも少年探偵団を名乗り、明智先生と一緒に二十面相の悪事を暴く。
江戸川乱歩の原作を題材にした本作品は、明智小五郎と少年探偵団が塾講師とその生徒という設定で作られていた。一方で怪人二十面相は原作に近いイメージとなっている。また原作の「中村警部」に相当する「明智小五郎や探偵団に協力する私服警官」として、牛田警部と馬場刑事のコンビが登場する。
裏番組として1976年10月に開始されていた『キャンディ・キャンディ』の人気が、1977年の春先から急上昇を始めたこともあり、本作品は全25話で終了する。

## スタッフ
- プロデューサー：黒岩健而、山下ひろみ、柳田博美 / 栗林克年（フジテレビ）
- 原作：江戸川乱歩
- 構成：神保史郎
- 脚本：放送リスト参照
- 音楽：大塩潤[注釈 1]
- 撮影：中尾利太郎
- 照明：北爪勇 / 大久保武
- 美術：後藤岱二郎 / 丸山裕司
- 録音：近藤克己
- 編集：本間元治 / 田賀保
- 小道具：山崎輝
- 助監督：青木敏（第1話 - 第6話）、北西洋一（第7話 - 第25話）
- 制作主任：本間信行
- 記録：小林日出 / 高橋淳子
- 結髪：小沼みどり
- 撮影助手：苧野昇
- 選曲：宇賀神守宏
- 仕上：北島貞治
- プロデューサー補：小林重隆
- 録音：櫂の会
- 衣裳：富士衣裳
- タイトル：デン・フィルム・エフェクト
- 現像：東京現像所
- 協力：丸高衣料株式会社、ブリヂストンサイクル
- 監督：放送リスト参照
- 制作：大映テレビ、フジテレビ

## キャスト
- 明智小五郎：南條豊
- 小林芳雄：川崎麻世
- 明智英子：三谷晃代
- 南ユカ（オテンバ）：藤谷美和子
- ベソ：佐藤賢司
- ガッツ：山田芳一
- リキ：米村和晃
- イネムリ：古見則彦
- イッチョクセン：中田光利
- ドジ：曽田博彰
- ヒメ：太田裕子
- 牛田警部：藤岡重慶
- 馬場刑事：今村広則
- 怪人二十面相：？（内田勝正）

## 放送リスト
| 放送日        | 話数 | サブタイトル                      | ゲスト出演                                                                                           | 脚本       | 監督     |
| ------------- | ---- | --------------------------------- | --- | ---------- | -------- |
| 1977年 1月7日 | 1    | 帰ってきた二十面相                | - 渥美国泰 - 福田豊土 - 今西正男 - 岡崎夏子                                                          | 村山庄三   | 帯盛迪彦 |
| 1月14日       | 2    | 守れ！ジャガーの瞳                | - 根上淳 - 上田耕一 - 中村裕 - 折田八州男 - 桶川吉雄 - 奥村比呂志 - 山本太一郎                       | 大原豊     | 帯盛迪彦 |
| 1月21日       | 3    | あばけ！呪いの秘密                | - 和崎俊哉 - 野口ふみえ - 池田恭子 - 桐原史雄                                                        | 村山庄三   | 鍛冶昇   |
| 1月28日       | 4    | 危うし！少年探偵団                | - 天本英世 - 梅津栄 - 笠井一彦 - 赤木真一                                                            | 塩田千種   | 鍛冶昇   |
| 2月4日        | 5    | 奪え！埋蔵金の謎                  | - 戸浦六宏 - 城山順子 - 宮寺和彦                                                                     | 村山庄三   | 大塚莞爾 |
| 2月11日       | 6    | 探せ！消えたダイヤ                | - 根岸明美 - 加藤和夫 - 鶴間エリ - 夏木章 - 奥村比呂志 - 森島英治 - 山本太一郎                       | 大原豊     | 大塚莞爾 |
| 2月18日       | 7    | 怪奇！さまよう亡霊                | - 原良子 - 田口計 - 大泉滉 - 浅沼晋平                                                                | 塩田千種   | 青木敏   |
| 2月25日       | 8    | さぐれ！動くミイラの謎            | - 穂積隆信 - 三谷昇 - 三上由紀                                                                       | 村山庄三   | 青木敏   |
| 3月4日        | 9    | 破れ！変装の罠                    | - 殿山泰司 - 高城淳一 - 沼田爆 - 山本豊三                                                            | 大原豊     | 鍛冶昇   |
| 3月11日       | 10   | 逃がすな！怪人二十面相            | - 一谷伸江 - 永井秀明                                                                                | 大原豊     | 大塚莞爾 |
| 3月18日       | 11   | 砕け！首なし人間の野望            | - 佐竹明夫 - 弓恵子                                                                                  | 山崎晴哉   | 鍛冶昇   |
| 3月25日       | 12   | 渡すな！名バイオリン白ばら        | - 小笠原良和 - 石原昌子 - 田中秀幸                                                                   | 村山庄三   | 大塚莞爾 |
| 4月8日        | 13   | 謎の大魔術 密室から名画が消えた！ | - 久米明 - 大野富久代                                                                                | 久保田圭司 | 青木敏   |
| 4月15日       | 14   | 見つけ出せ！二十面相の気球        | - 若富大祐 - 三遊亭円遊                                                                              | 大原豊     | 青木敏   |
| 4月22日       | 15   | ばんざい！新入団員                | - 田崎潤 - 横森久 - 丹羽たかね - 松田茂樹                                                            | 村山庄三   | 大塚莞爾 |
| 4月29日       | 16   | 奇襲！二十面相，東京タワーに出現  | - 江幡高志 - 内田稔 - 多田幸雄                                                                       | 村山庄三   | 大塚莞爾 |
| 5月6日        | 17   | 大変だ！ヒメが恋しちゃったぞ      | - 星正人 - 宮口二朗 - 武智豊子 - 古川聡                                                              | 塩田千種   | 青木敏   |
| 5月20日       | 18   | 行かないで！私の足長おじさん      | - 柳生博 - 斎藤こず恵 - 堀井永子 - 倍賞佐知子                                                        | 村山庄三   | 鍛冶昇   |
| 5月27日       | 19   | 輝け！美しき恋                    | - 名高達郎 - 横山あきお - ミスター珍 - 北町嘉朗                                                      | 大原豊     | 青木敏   |
| 6月3日        | 20   | 対決！魔術師 二十面相に挑戦       | - 天津敏 - 伴直弥 - 加藤寿 - 竹本登志美                                                              | 山崎晴哉   | 大塚莞爾 |
| 6月10日       | 21   | どこだ！二十面相美術館            | - 佐々木信也 - 稲垣昭三                                                                              | 久保田圭司 | 鍛冶昇   |
| 6月17日       | 22   | 守れ！僕らの雅子先生              | - 立石凉子 - 奥野匡 - 岡部健                                                                         | 塩田千種   | 青木敏   |
| 6月24日       | 23   | ありがとう！私の本当のお母さん    | - 谷口香 - 杉田かおる - 弘松三郎 - 南祐輔                                                            | 村山庄三   | 大塚莞爾 |
| 7月1日        | 24   | 取りもどせ！王女シルヴィアの宝    | - 佳山ルミ - 青空はるお - 福田妙子 - 清水章                                                          | 塩田千種   | 鍛冶昇   |
| 7月8日        | 25   | 大逆転！二十面相対明智 最後の対決 | - 入江正徳 - 中村裕 - 桶川吉雄 - 山本太一郎 - 奥村比呂志 - 矢車武 - 湯浅洋行 - 加川景三 - 千代田恵介 | 村山庄三   | 青木敏   |

- 特別番組：『ビューティペア！怪人二十面相と世紀の対決!!』（1977年4月1日放送）

## 放送局
- フジテレビ（制作局）：金曜 19:00 - 19:30
- 青森放送：火曜 17:00 - 17:30[5]
- 秋田テレビ：月曜 19:00 - 19:30[6]
- 山形テレビ：火曜 17:30 - 18:00[7]
- 仙台放送：金曜 19:00 - 19:30（時差ネット。1977年2月11日から放送）[8]
- 新潟総合テレビ：火曜 18:00 - 18:30[9]
- 富山テレビ：土曜 18:00 - 18:30（1977年10月15日まで放送）[10]
- 石川テレビ：土曜 17:15 - 17:45[11]
- 福井テレビ：月曜 18:00 - 18:30[12]
- 長野放送：木曜 18:00 - 18:30[13]
- テレビ山梨：土曜 18:00 - 18:30[14]
- テレビ静岡：日曜 10:00 - 10:30[15]
- 関西テレビ：土曜 18:00 - 18:30[16]
- 山陰中央テレビ：火曜 18:00 - 18:30[17]
- 西日本放送：土曜 17:25 - 17:55[18]
- テレビ新広島：日曜11:15 - 11:45（時差ネット。1977年4月3日から放送）[19]
- テレビ西日本（時差ネット・1977年2月から）：金曜 19:00 - 19:30[注釈 2]
- サガテレビ：金曜 19:00 - 19:30[20]
- テレビ長崎：月曜 18:00 - 18:30[20]
- 沖縄テレビ：木曜 18:00 - 18:30[21]

## 主題歌
主題歌は、キャニオンレコード（現・ポニーキャニオン）から発売
- オープニングテーマ：「怪人二十面相」
  - 作詞：石森史郎  作曲：大塩潤  編曲：松山祐士 歌：上條恒彦 / 台詞：内田勝正
- 挿入歌「風と僕のバラード」
  - 作詞：神保史郎  作曲：大塩潤  編曲：松山祐士 歌：上條恒彦